# Kněžpole
Kněžpole (en allemand : Kniespol, précédemment : Knieschpol) est une commune du district d'Uherské Hradiště, dans la région de Zlín, en République tchèque. Sa population s'élevait à 1 097 habitants en 2020.

## Géographie
Kněžpole se trouve à 5 km au nord d'Uherské Hradiště, à 18 km au sud-ouest de Zlín, à 68 km à l'est de Brno et à 248 km au sud-est de Prague.
La commune est limitée par Topolná au nord-est, par Mistřice et Bílovice à l'est, par Popovice au sud, par Uherské Hradiště au sud-ouest et par la Morava et les communes de Huštěnovice et Babice à l'ouest et au nord-ouest.

## Histoire
La première mention écrite du village date de 1220.

## Galerie

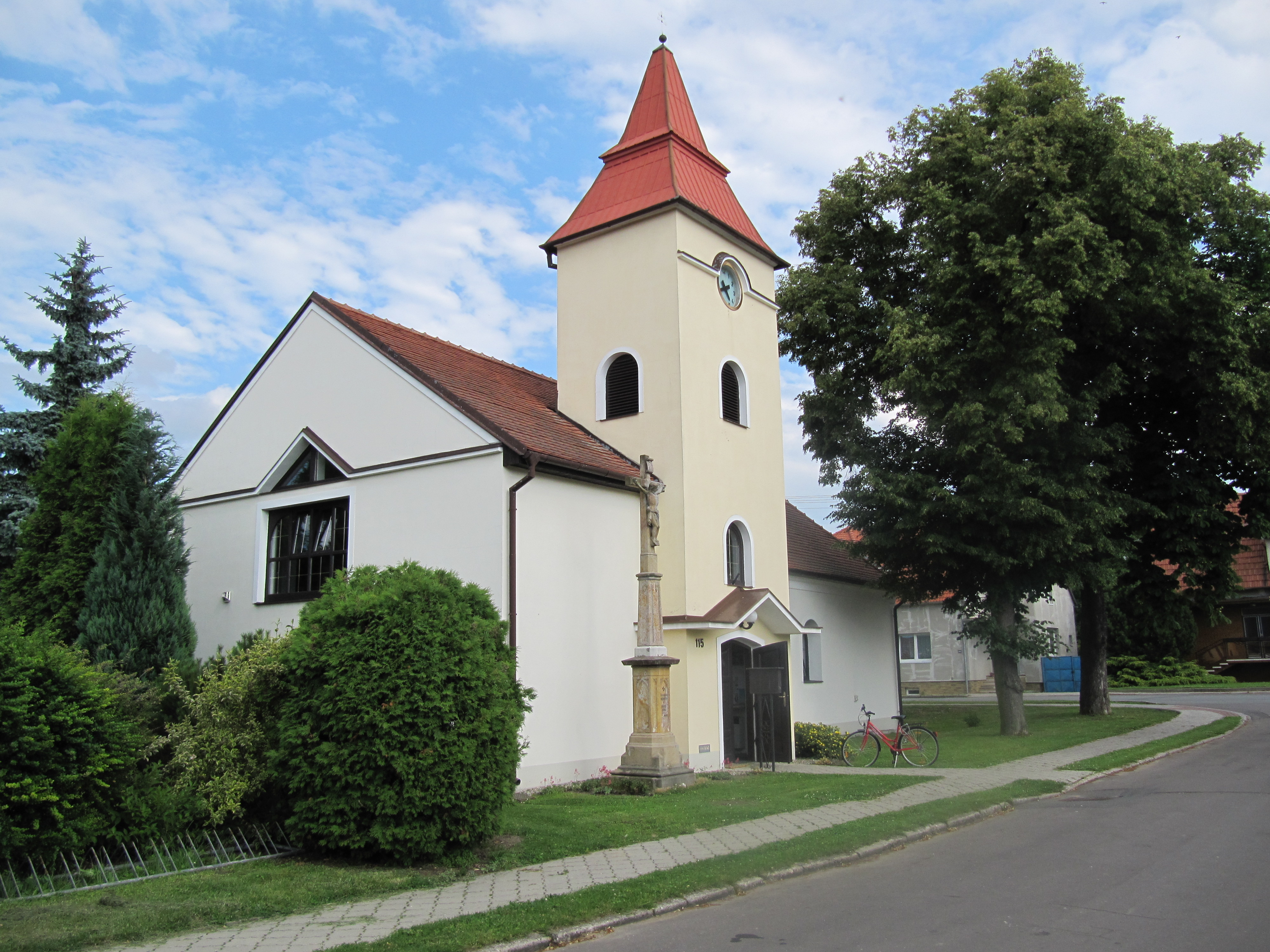
L'église Sainte-Anne.
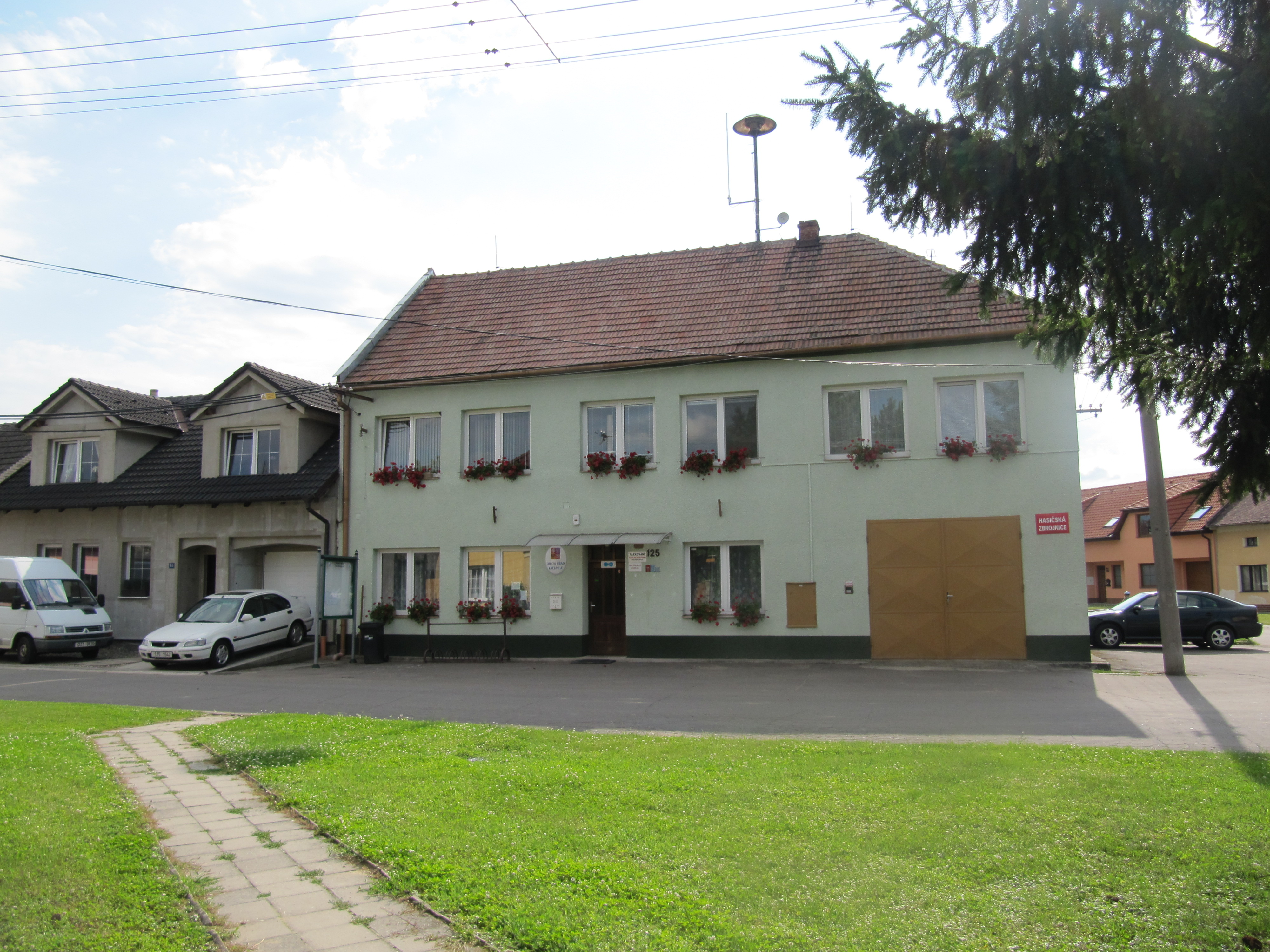
Kněžpole : la mairie.